# Saint-Sixt
Pour les articles homonymes, voir Sixt.
Saint-Sixt (prononcé [sɛ̃ sikst]) est une commune française située dans le département de la Haute-Savoie, en région Auvergne-Rhône-Alpes.

## Géographie
La commune se situe à deux kilomètres au sud-est de La Roche-sur-Foron.
À 1 100 mètres d'altitude sur le haut de la commune, la station d'Orange Montisel possède trois téléskis, ainsi qu'une piste de luge d'été et un mini-golf.

## Urbanisme

### Typologie
Au 1er janvier 2024, Saint-Sixt est catégorisée ceinture urbaine, selon la nouvelle grille communale de densité à sept niveaux définie par l'Insee en 2022.
Elle appartient à l'unité urbaine de Cluses, une agglomération intra-départementale regroupant 18  communes, dont elle est une commune de la banlieue,,. Par ailleurs la commune fait partie de l'aire d'attraction de Genève - Annemasse (partie française), dont elle est une commune de la couronne,. Cette aire, qui regroupe 158 communes, est catégorisée dans les aires de 700 000 habitants ou plus (hors Paris),.

### Occupation des sols
L'occupation des sols de la commune, telle qu'elle ressort de la base de données européenne d’occupation biophysique des sols Corine Land Cover (CLC), est marquée par l'importance des territoires agricoles (48,9 % en 2018), en diminution par rapport à 1990 (57,6 %). La répartition détaillée en 2018 est la suivante : 
prairies (48,9 %), forêts (37,7 %), zones urbanisées (13,4 %).
L'IGN met par ailleurs à disposition un outil en ligne permettant de comparer l’évolution dans le temps de l’occupation des sols de la commune (ou de territoires à des échelles différentes). Plusieurs époques sont accessibles sous forme de cartes ou photos aériennes : la carte de Cassini (XVIIIe siècle), la carte d'état-major (1820-1866) et la période actuelle (1950 à aujourd'hui).

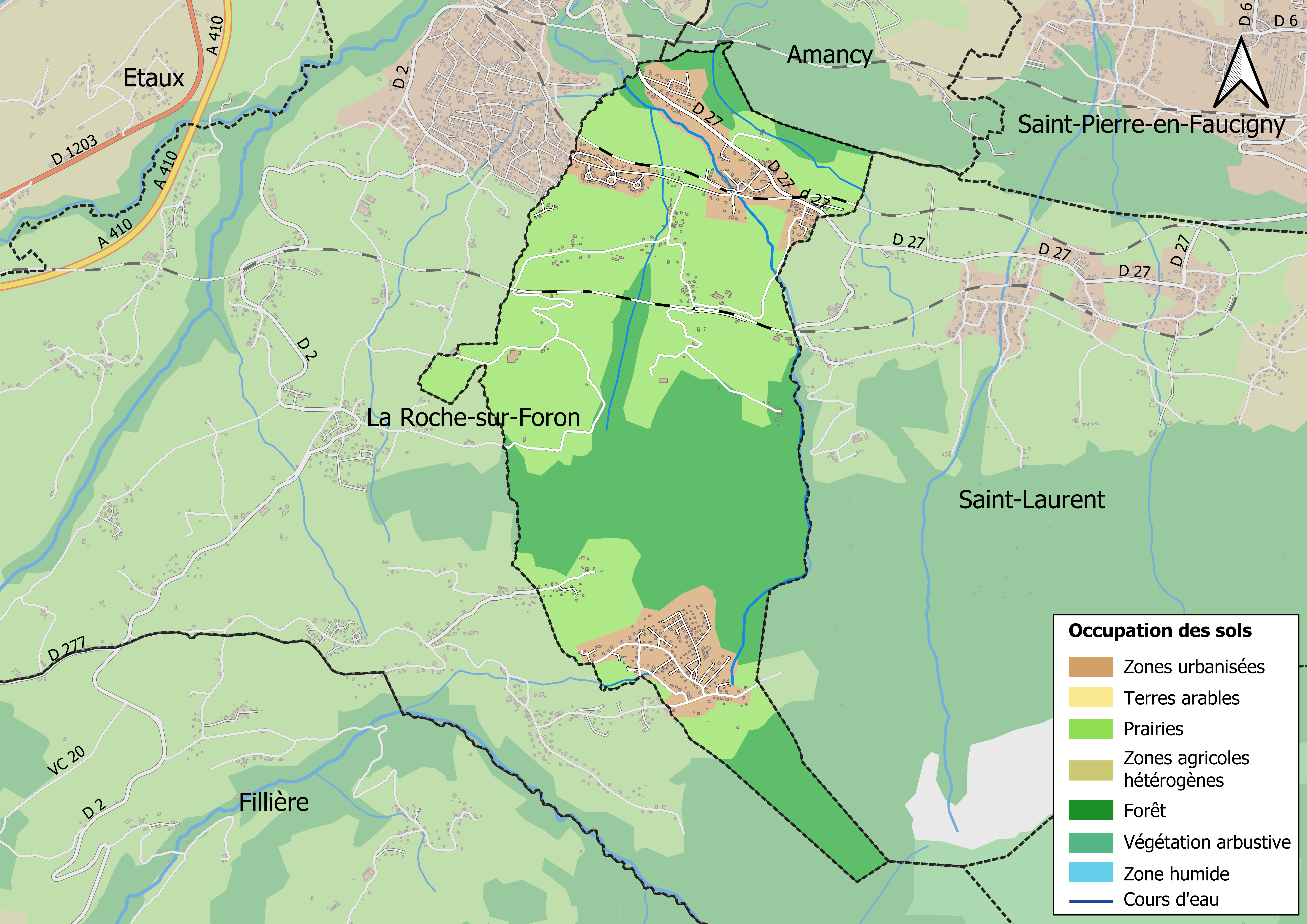
Carte des infrastructures et de l'occupation des sols en 2018 (CLC) de la commune.
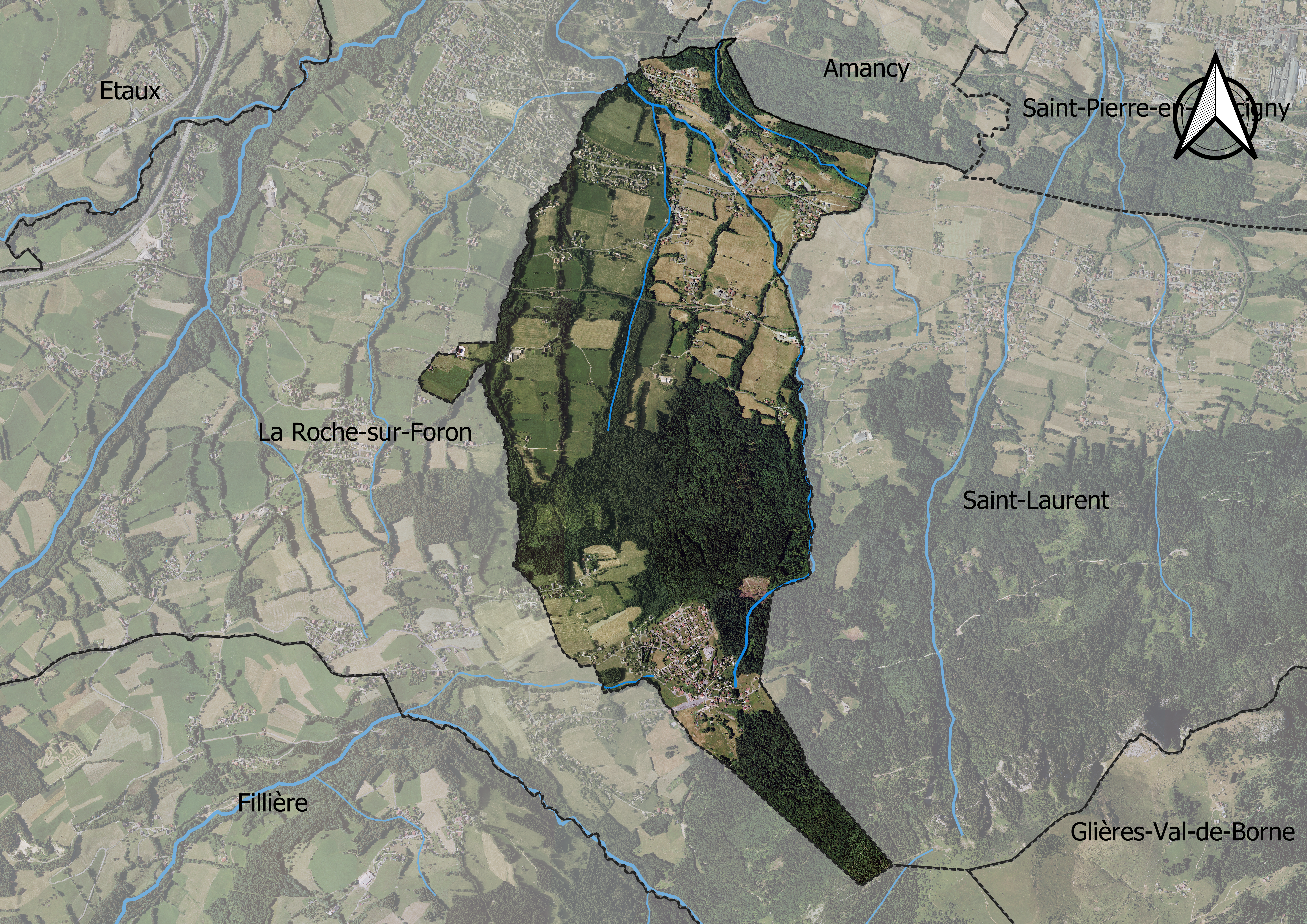
Carte orthophotogrammétrique de la commune.

## Toponymie
En francoprovençal, le nom de la commune s'écrit San-Fi, selon la graphie de Conflans.

## Politique et administration
| Période                                  | Période  | Identité               | Étiquette | Qualité |
| ---------------------------------------- | -------- | ---------------------- | --------- | ------- |
| avant 1995                               | ?        | Marcel Pernet-Coudrier |           |         |
| mars 2001                                | En cours | Paul Bouchet           | ...       | ...     |
| Les données manquantes sont à compléter. |          |                        |           |         |

## Société

### Démographie
L'évolution du nombre d'habitants est connue à travers les recensements de la population effectués dans la commune depuis 1793. Pour les communes de moins de 10 000 habitants, une enquête de recensement portant sur toute la population est réalisée tous les cinq ans, les populations de référence des années intermédiaires étant quant à elles estimées par interpolation ou extrapolation. Pour la commune, le premier recensement exhaustif entrant dans le cadre du nouveau dispositif a été réalisé en 2005.

En 2022, la commune comptait 994 habitants, en évolution de −1,58 % par rapport à 2016 (Haute-Savoie : +6,01 %, France hors Mayotte : +2,11 %).
| 1793 | 1800 | 1806 | 1822 | 1838 | 1848 | 1858 | 1861 | 1866 |
| ---- | ---- | ---- | ---- | ---- | ---- | ---- | ---- | ---- |
| 139  | 158  | 158  | 197  | 222  | 238  | 226  | 212  | 226  |

| 1872 | 1876 | 1881 | 1886 | 1891 | 1896 | 1901 | 1906 | 1911 |
| ---- | ---- | ---- | ---- | ---- | ---- | ---- | ---- | ---- |
| 228  | 233  | 219  | 260  | 264  | 221  | 212  | 227  | 217  |

| 1921 | 1926 | 1931 | 1936 | 1946 | 1954 | 1962 | 1968 | 1975 |
| ---- | ---- | ---- | ---- | ---- | ---- | ---- | ---- | ---- |
| 214  | 213  | 205  | 188  | 169  | 165  | 167  | 147  | 174  |

| 1982 | 1990 | 1999 | 2005 | 2006 | 2010 | 2015 | 2020  | 2022 |
| ---- | ---- | ---- | ---- | ---- | ---- | ---- | ----- | ---- |
| 440  | 508  | 606  | 843  | 850  | 898  | 996  | 1 017 | 994  |

### Vie associative
- Association Communale de Chasse Agréée (A.C.C.A.)
- Association Mon'ti Monde, association d'habitants du plateau d'Orange-Montisel pour pérenniser la qualité de vie et entreprendre des actions communes[12]
- Festivités Sanfy's, divertir et venir en aide aux habitants du village, notamment avec le bal de Saint-Sixt (chaque dimanche de Pentecôte)

## Culture et patrimoine local

### Lieux et monuments
- Le château de Saint-Sixt, dit d'Anthonioz, du nom des successeurs de la famille de Saint-Sixt, construit au XIVe siècle. Il est restauré par Léon Maréchal, ancien avocat général à la Cour d'appel de Chambéry[13]. Depuis site commercial proposant des chambres d'hôtes et salle de réception.

### Personnalités liées à la commune
- Damien Vanni

### Héraldique
| Armes de Saint-Sixt | Les armes de Saint-Sixt se blasonnent ainsi : D'azur à la bande de gueules bordée d'or chargée de trois trèfles d'argent. |